# Jūlijs Madernieks
Jūlijs Madernieks, né le 27 février 1870 à Vecgulbenes pagasts dans le Gouvernement de Livonie, et mort le 19 juillet 1955 à Riga, est un peintre, graphiste et architecte d'intérieur letton, représentant de l'Art nouveau.

## Biographie
Jūlijs Madernieks naît dans la famille d’Ernest et Dora Madernieks sur le domaine de Vecgulbene. Jūlijs et son frère ainé Aleksandrs, encouragés par leurs parents, apprennent à jouer de plusieurs instruments de musique dans leur enfance. Jūlijs est scolarisé à l'école paroissiale de Vecpiebalga, en 1883-1889, avant d'entamer les études artistiques à l'école de la confrérie d'artisans allemands de Riga (1891-1892). Il intègre ensuite la faculté d'arts décoratifs de l'Académie d'art et d'industrie Stieglitz de Saint-Pétersbourg dont il est diplômé en 1898. Lors de ses études, il se lie d'amitié avec plusieurs de ses compatriotes — Jānis Lībergs, Jūlijs Jaunkalniņš, Rihards Zariņš, Teodors Zaļkalns — et rejoint l'association d'artistes lettons de Saint-Pétersbourg Rūķis.
À la fin de ses études une bourse lui est attribuée, lui permettant d'effectuer un séjour en Europe afin d'étudier les courants et techniques des écoles artistiques étrangères. Il part de 1899 à 1900 en Allemagne, puis à Paris, où il visite les ateliers des Beaux-Arts et ceux de l'Académie Colarossi. Il parcourt également l'Italie, la Belgique et l'Angleterre. Déjà passionné d'art moderne il acquiert une solide expérience en peinture impressionniste. En même temps, il expérimente les motifs et étudie leur pratique dans les arts décoratifs et les arts appliqués. Sa préférence va à ce moment vers l'Art nouveau avec ses nombreuses thèmes et applications.
En 1900-1902, l'artiste vit à Saint-Pétersbourg où il travaille comme dessinateur et affichiste. Il rentre à Riga en 1902 et se tourne vers le travail pédagogique, d'abord comme consultant, puis, en tant que professeur de dessin et de composition dans plusieurs écoles d'art publiques et privés. En 1904, il fonde son propre atelier studio de dessin et peinture où, jusqu'en 1914, pendant les périodes différentes il aura pour élèves parmi d'autres Ansis Cīrulis, Romans Suta, Ludolfs Liberts, Niklāvs Strunke, Kārlis Miesnieks, Jēkabs Kazaks, Voldemārs Irbe. À la même époque, il publie de nombreux articles consacrés à l'art dans les journaux Dzimtenes Vēstnesis et Jaunākās Ziņas. Il se lance à partir de 1902 dans la conception des espaces d'habitation et s'impose comme architecte d'intérieur et designer. Plusieurs pièces de mobilier et vaisselle, des collections de rideaux et tapisseries sont réalisées d'après ses dessins entre 1902 et 1905. Un style innovant pour l'époque caractérise également ses couvertures des livres, avec les éléments décoratifs floraux et animaliers empruntés au Jugendstil, devenant progressivement plus géométriques et épurés, comme pour Dziesmas de Alfrēds Kalniņš (1902), Stāsti de Augusts Saulietis (1904, 1906) ou encore Tālas noskaņas zilā vakarā de Rainis (1909). Dans ses ornements se trouvent progressivement inclus les symboles et éléments folkloriques lettons. Le style de ses tableaux à l'huile et dessins au charbon de bois tend aussi devenir plus décoratif de par ses rythmes et couleurs.
À partir de 1919, Jūlijs Madernieks fait partie du premier corps enseignant de l'Académie des beaux-arts de Lettonie.
Il continue ses activités artistiques en Lettonie occupée et se voit même distingué maître émérite des arts de la RSS de Lettonie en 1945. En 1951, une grande exposition célébrant les cinquante ans de sa carrière est organisée à Riga.
Jūlijs Madernieks meurt le 19 juillet 1955. Il est inhumé au cimetière de la Forêt.